# Хлібичин
Хліби́чин — село Заболотівської селищної громади Коломийського району Івано-Франківської області. До 2020 року входило до Снятинського району.

## Короткий опис
Хлібичин майже зрісся з містечком Заболотів, виростає відразу на захід від Заболотова. Село невелике — 573 жителі за останнім переписом. Перша письмова згадка належить до 1435 року. У податковому реєстрі 1515 року в селі документується 4 лани (близько 100 га) оброблюваної землі.
Поселення цікаве тим, що тут знаходиться одна з двох пам'яток архітектури Снятинського району, включених у державний реєстр. Це дерев'яна (хм) хрестова в плані Успенська церква (1854) та її дзвіниця (1826—1855).
Дзвіниця знаходиться на північний захід від церкви. Це восьмерик на четверику, має шатровий дах і оточена піддашшям. Перший ярус у неї рублений, другий — каркасний.
Докладніше: Церква Успіння Пресвятої Богородиці (Хлібичин)

## Населення
Згідно з переписом УРСР 1989 року, чисельність наявного населення села становила 570 осіб, із яких 246 чоловіків і 324 жінки.
За переписом населення України 2001 року, в селі мешкали 573 особи.

### Мова
Розподіл населення за рідною мовою за даними перепису 2001 року:
| Мова       | Кількість | Відсоток |
| ---------- | --------- | -------- |
| українська | 570       | 99.48%   |
| російська  | 2         | 0.35%    |
| польська   | 1         | 0.17%    |
| Усього     | 573       | 100%     |

## Пам'ятки архітектури
- Успенська церква, споруджена в 1854 році. Пам'ятник архітектури №:1198/1. Належить до УПЦ КП настоятель о. Богдан Близнюк.

- Дзвіниця Успенської церкви, споруджена в 1826—1855 роках. Пам'ятка архітектури №:1198/2